# Maurizio Amoroso
Maurizio Amoroso (Pescara, 17 agosto 1959) è un giornalista italiano.

## Biografia

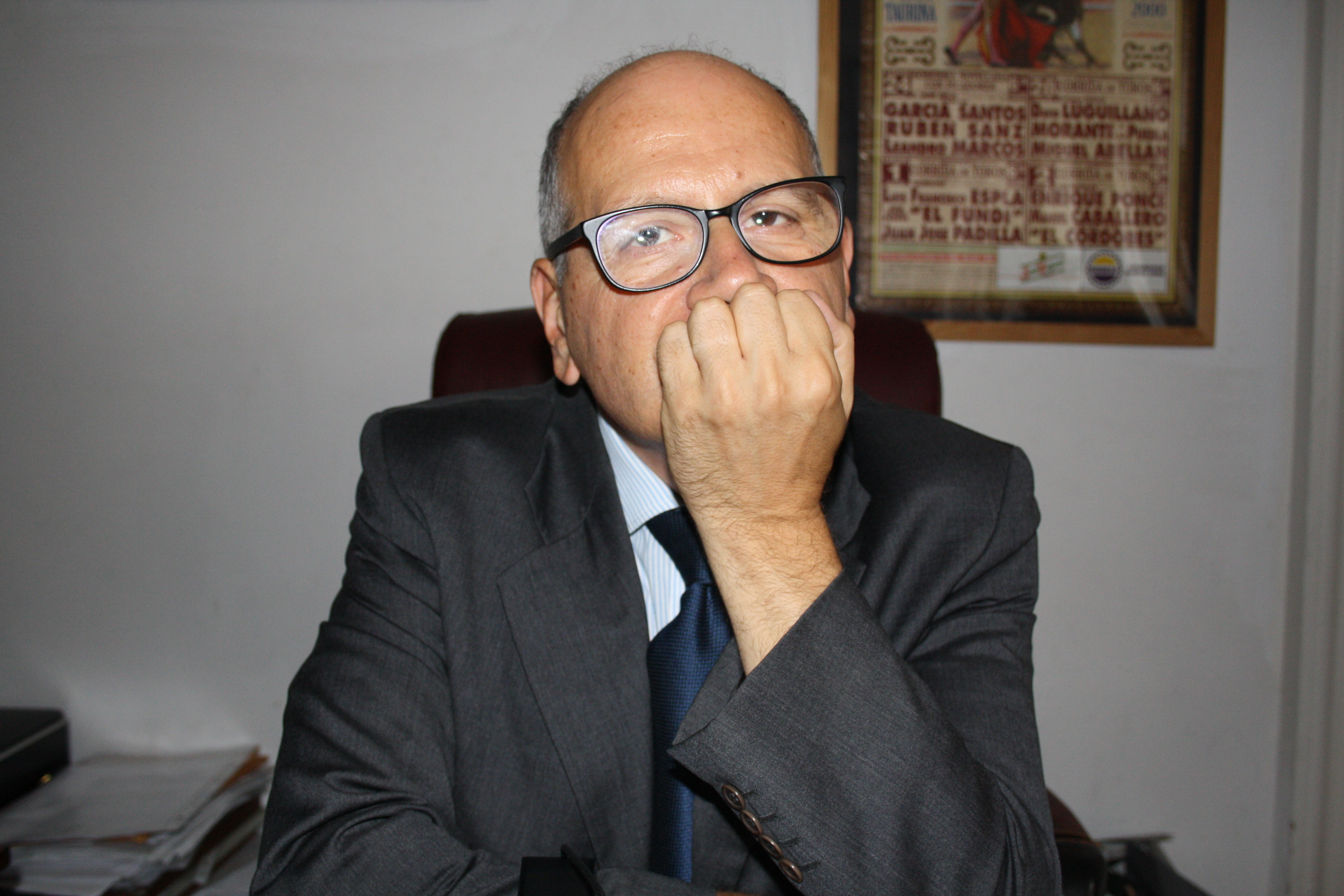
Maurizio Amoroso, vice Direttore NewsMediaset

Studia prima alla facoltà di Giurisprudenza dell'Università degli Studi di Teramo e poi nella stessa facoltà all'Università degli Studi di Roma La Sapienza, quando, nel 1981, vince la borsa di studio per l'avviamento alla professione giornalistica.
Inizia la carriera giornalistica al settimanale Famiglia Cristiana.
Nel 1983 entra a far parte della redazione del quotidiano romano Il Tempo sotto la guida di Gianni Letta, prima alla redazione Province, poi in Cronaca di Roma. Dal 1987 diventa giornalista parlamentare, poi caposervizio alla redazione politica, della quale diventa responsabile quattro anni dopo.
Dopo quindici anni al quotidiano romano, nel 1998 accetta l'incarico proposto dal direttore Enrico Mentana al Tg5, dove lavora alla redazione Interni. Nel novembre 2003 ne diventa caporedattore. Nell'ottobre 2007 diventa caporedattore centrale del Tg5.
Da settembre 2014 è Vicedirettore di NewsMediaset.
Esperto di informazione scolastica, collabora con la rivista Tuttoscuola ed è autore di numerose pubblicazioni e guide per insegnanti, genitori e studenti (come per esempio La nuova scuola spiegata ai genitori del 2009).
| Controllo di autorità | SBN CFIV088898 |